# 周至主教座堂
周至主教座堂，正式名称为圣母无玷圣心主教座堂（Cathedral of the Immaculate Heart of Mary），又称三門什字天主堂，是天主教盩厔教区的主教座堂，位于陕西省周至县城内北大街1号（三门十字），属于中国古典建筑风格。
天主教盩厔教区成立于1932年，包括关中平原中部的户县、周至、眉县、扶风、武功、兴平及杨凌区，共有139座教堂，6万多教友，其中许多人信仰虔诚，因此圣召很多。教区还有"东方伽尔瓦略山"之称的十字山圣地以及东圣母山。 
该堂创建于1899年（光绪二十五年），旧堂为哥特式建筑风格，名为“圣三堂”。教堂高30米，有附属房屋100余间。1932年周至教区成立后，这里成为主教座堂。1966年文化大革命期间，建筑物大部分被拆除。1991年重建主教座堂，新堂为中国式建筑，1999年正式落成，名为圣母无玷圣心堂。